# Styxon
Styxon là một chi bướm đêm thuộc họ Crambidae.